# 管理尚虞備用處事務大臣
管理尚虞備用處事務大臣，為清朝掌管尚虞備用處（黏杆處）事務之職官，員額不定，由皇帝於王公、額駙、滿洲或蒙古大臣內特簡兼充。

## 建置
順治初年設置尚虞備用處，由侍衛班領總理。乾隆四十年（1775年），定以王公大臣管理，即管理尚虞備用處事務大臣，無定員。大臣管理黏杆侍衛協同侍衛處、護軍營於宮禁輪班宿衛、扈從皇帝巡幸、承應隨侍垂釣、遊憩等事務。大臣統轄黏竿長協理事務一等侍衛、二等侍衛、三等侍衛、藍翎侍衛、筆帖式、庫掌、庫拜唐阿等職官。